# Siem Wellinga
Siem Wellinga (Enschede, 9 maart 1931 – aldaar, 18 december 2016) was een Nederlands voetbalscheidsrechter. 

## Loopbaan
Wellinga floot tussen 1967 en 1978 in de Eredivisie en was van 1976 tot zijn afscheid in 1978 internationaal scheidsrechter voor de FIFA. Hij leidde op 5 mei 1978 de finale om de KNVB beker 1977/78 tussen AZ'67 en AFC Ajax, die met 1-0 werd gewonnen door de ploeg uit Alkmaar door een doelpunt van Henk van Rijnsoever.
Siem Wellinga overleed eind 2016 op 85-jarige leeftijd.